# Invariantes Rechtwinkelpaar
Bei einer perspektiven Affinität werden Geraden so abgebildet, dass der Winkel zwischen ihnen im Allgemeinen nicht erhalten bleibt. Jedoch gibt es zu jeder (nicht winkeltreuen) perspektiven Affinität und zu jedem Punkt {\displaystyle P} genau ein sogenanntes Invariantes Rechtwinkelpaar, also ein Geradenpaar durch den Punkt {\displaystyle P}, dessen Bildgeraden sich im Bildpunkt {\displaystyle P'} rechtwinklig schneiden. 
Als Grundlage bei der Konstruktion dient der Satz des Thales. Die Mittelsenkrechte {\displaystyle {\overline {PP'}}} wird mit der Affinitätsachse (im Bild rot dargestellt) geschnitten. Um diesen Schnittpunkt wird ein Kreis durch {\displaystyle P} bzw. {\displaystyle P'} gezeichnet. Die Rechtwinkelpaare (hellblau und dunkelblau) stehen so rechtwinklig zueinander.